# Martín Álvarez Galán

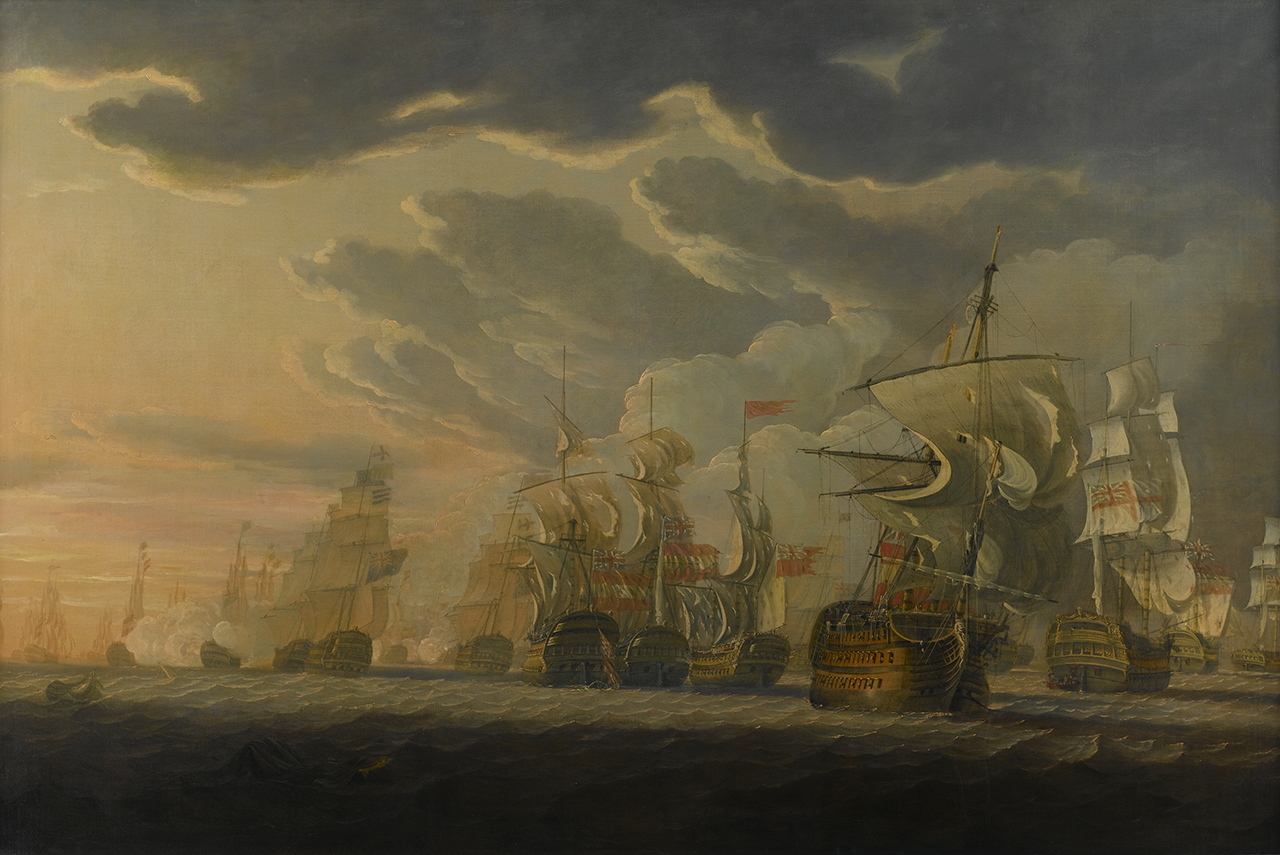
Pintura de Robert Cleveley sobre la batalla del Cabo de San Vicente.

Martín Álvarez Galán (Montemolín (provincia de Badajoz) 1760- Brest (Francia) 1801) fue un militar español que participó en la batalla naval del cabo de San Vicente que enfrentó a españoles e ingleses, el 14 de febrero de 1797.

## Orígenes familiares
Martín nació en el seno de una familia humilde de Montemolín, compuesta por Pedro Álvarez (de oficio carretero) y Benita Galán. Si bien parecía que el destino del joven Martín era quedar en tierras extremeñas, desde pronto comenzó a mostrar interés por la milicia, probablemente por influencia de su abuelo materno, que había servido como sargento del bando borbónico durante la Guerra de Sucesión.

## Carrera militar
En el año 1790 abandonó su pueblo natal para enrolarse en el cuerpo de infantería de marina. Su buena actitud y condiciones físicas le valieron para incorporarse a la unidad de élite de dicho cuerpo: los granaderos, a los que se reservaba la primera línea en los combates navales, en los que les correspondía el lanzamiento de granadas al enemigo (lo que requería cierta corpulencia y arrojo).

## Actuación en la batalla del Cabo de San Vicente
Martín Álvarez que formaba parte de la tripulación del barco «San Nicolás de Bari», se distinguió por su valor durante el combate, lo que fue reconocido por el propio ejército inglés. Por los méritos contraídos en el abordaje por los ingleses del barco que tripulaba fue ascendido a cabo, con una pensión vitalicia de cuatro escudos mensuales, aunque previamente tuvo que aprender a leer y escribir.
Volvió a al cuerpo de Infantería de Marina y murió cuatro años después, tras un accidente. En Gibraltar quedaría un cañón con la placa: «Hurra por el Captain, hurra por el San Nicolás, hurra por Martín Álvarez» y en el Museo Naval de Londres se conserva el sable con el que peleó en la citada batalla. Por Real Orden de 12 de diciembre de 1848 se dispuso que siempre hubiera un barco de la Armada con el nombre «Martín Álvarez».

## Buques de la Armada española que han llevado el nombre de "Martín Álvarez"[1]
- Goleta “Dolorcitas”, de 7 cañones, fue llamada “Martín Álvarez” (1849-1850), naufragó en la costa de Burdeos (Francia).
- Falucho Guardacostas de 1.ª clase “Martín Álvarez”.
- Cañonero de hélice de 207 toneladas “Martín Álvarez”. (1871-1876). Fue construido en La Habana y utilizado por el Servicio en Cuba.
- Cañonero de hélice de 173 toneladas “Martín Álvarez”. (1878-1882). Prestó servicio en Filipinas.
- Buque de desembarco (L-12) “Martín Álvarez”. (1971-1995). Construido en los Astilleros de Cristy Corporation de EE. UU. El 15 de junio de 1954 con el nombre de “Wexford Contry” (LST-1168). Fue entregado a la Armada Española por los Estados Unidos, el 29 de octubre de 1971 en la base naval de San Diego (California).